# La Rösa

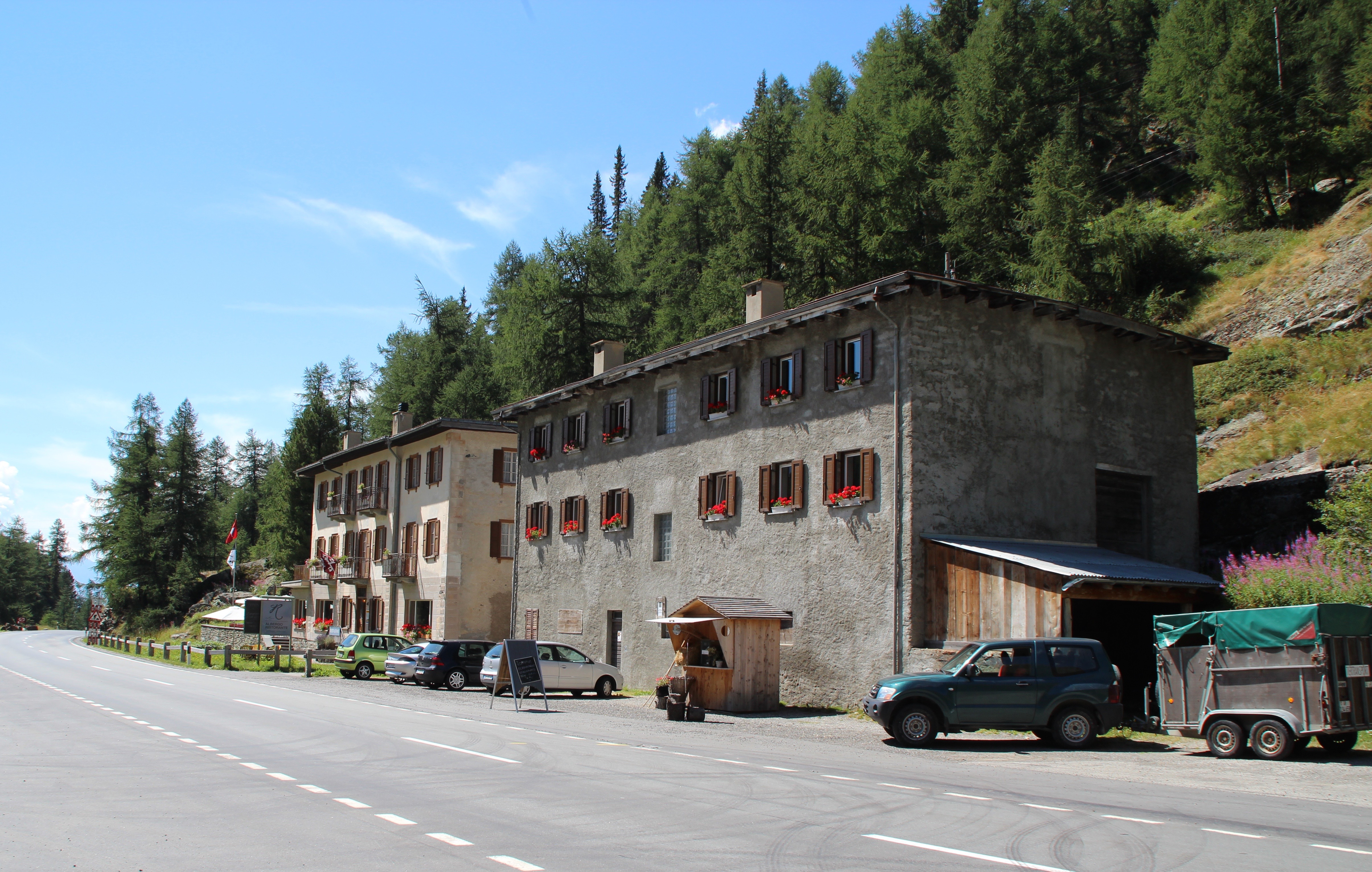
La Rösa, Blick nach Süden

La Rösa (lombardisch im Taldialekt Pus'chiavin für «Die Rose», ein auf die Vegetation der Alpenrosen anspielender Flurname) ist ein auf 1880 m. ü. M. gelegener Weiler auf der Südseite des Berninapasses im Puschlav.

## Geschichte
La Rösa war eine im 17. Jahrhundert erbaute Post- und Säumerstation und „fixer Etappenort für den Waren- und Personentransport“ an der stark frequentierten Nord-Süd-Überquerung der Alpen. Nach dem Bau der Berninabahn kam das Säumerwesen zum Erliegen, und das Gebäude begann zu verfallen.
Seit dem Frühjahr 2010 ist im alten Posthaus ein Erlebnishotel untergebracht, das auch «La Rösa» heisst.

## Verkehr
La Rösa liegt an der Kantonsstrasse und wird von Postauto-Linien aus Pontresina und Poschiavo bedient.

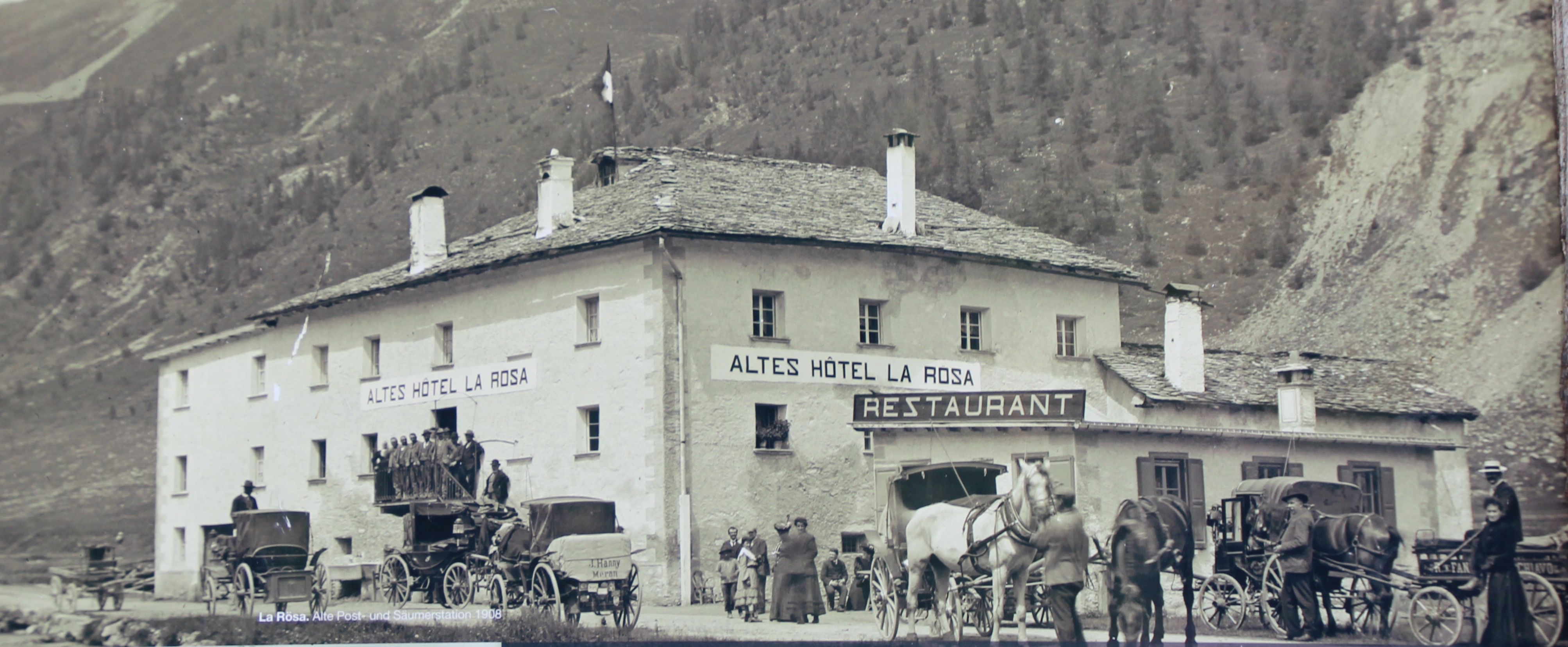
Alte Post 1908
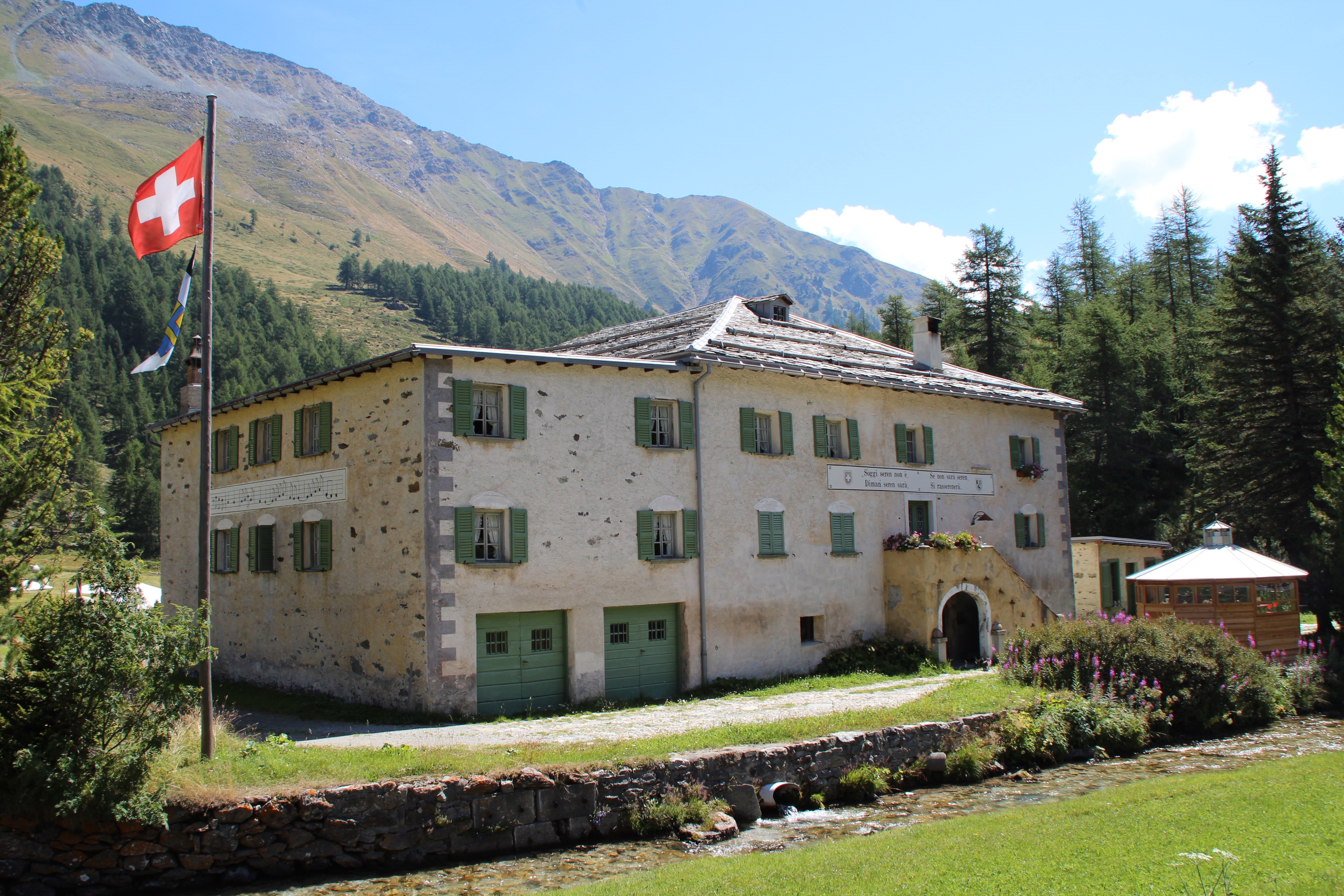
Hotel Alte Post heute